# 約克大樓
約克大樓是上海市的一座歷史建築，位於黃浦區四川南路29號。建築所在地原本興建有密采里飯店。約克大樓完工於1937年，外觀有現代主義和裝飾風藝術色彩，當時的住戶多是法國領事館職員。現在建築物更名為金陵大樓，並且被列入上海市優秀歷史建築。